# Abuso d'ufficio
L'abuso d'ufficio era un reato previsto dall'art. 323 del codice penale italiano.

## La disposizione
Secondo l'art. 323 c.p.:
2. La pena è aumentata nei casi in cui il vantaggio o il danno hanno un carattere di rilevante gravità.»

## Analisi e caratteristiche
Si ha il reato di abuso d'ufficio quando un pubblico ufficiale o l'incaricato di un pubblico servizio, nell'esercizio delle sue funzioni produce un danno o un vantaggio patrimoniale che è in contrasto con le norme di legge. Il bene giuridico tutelato è il buon andamento e l'imparzialità della pubblica amministrazione, oltre alla trasparenza dell'azione amministrativa.
La condotta delineata dall’articolo 323 del codice penale consiste nel compimento di un’azione, inerente alla funzione o al servizio svolto, posta in essere in violazione di legge, oltre che nell’inosservanza di obblighi di astensione tipizzati dalla stessa fattispecie penale o da altre fonti normative.
Per la realizzazione del delitto la norma richiede inoltre la configurazione di due eventi alternativi: un ingiusto vantaggio patrimoniale, che il pubblico agente procura a sé o ad altri, oppure un danno ingiusto arrecato a qualcuno. È inoltre necessario che l’autore si rappresenti e voglia la condotta e gli eventi citati nella forma del dolo intenzionale. 
Il vantaggio patrimoniale è rappresentato da qualsiasi vantaggio suscettibile di valutazione economica come l'attribuzione di un posto di lavoro; il danno, invece, è definito come ingiusto questo vuol dire che ricomprende tanto il danno patrimoniale tanto quello non patrimoniale. La Cassazione ha ritenuto che l'ingiustizia del profitto o del danno non possa de plano farsi discendere dal fatto che il pubblico ufficiale, o l'incaricato di pubblico servizio, ha agito in violazione di disposizioni di una norma giuridica, dovendosi al contrario operare una duplice, distinta valutazione (c.d. criterio della doppia o autonoma ingiustizia: violazione di norma giuridica, da un lato; ingiustizia del profitto o del danno, dall'altro).

## Evoluzione della fattispecie
Il reato di abuso d'ufficio è stato oggetto di quattro riforme legislative che ne hanno modificato incisivamente la disciplina. Tali riforme hanno operato una netta distinzione del reato di abuso d'ufficio rispetto a quanto invece sottoposto al Tribunale amministrativo regionale e oggetto di eccesso di potere, quale figura sintomatica dell'annullabilità dei provvedimenti amministrativi.

### Fattispecie originale
L'originale fattispecie di reato, entrata in vigore con il Codice Rocco del 1930 era denominata "Abuso di ufficio in casi non preveduti specificamente dalla legge": si trattava di una norma residuale, che puniva con la reclusione fino a due anni e con la multa da lire cinquecento a diecimila "il pubblico ufficiale, che, abusando dei poteri inerenti alle sue funzioni, commette, per recare ad altri un danno o per procurargli un vantaggio, qualsiasi fatto non preveduto come reato da una particolare disposizione di legge". La norma era stata criticata dalla dottrina per la sua vaghezza.

### Riforma del 1990
Per venire incontro ai rilievi della dottrina e della giurisprudenza, la 26 aprile 1990, n. 86, aveva riscritto il reato, ridenominandolo "Abuso d'ufficio" e circoscrivendo il suo ambito ai casi in cui "il pubblico ufficiale o l'incaricato di un pubblico servizio, che, al fine di procurare a sé o ad altri un ingiusto vantaggio [...] o per arrecare ad altri un danno ingiusto, abusa del suo ufficio", stabilendo la pena della reclusione fino a due anni nel caso in cui l'ingiusto vantaggio fosse di natura non patrimoniale e da due a cinque anni nel caso in cui fosse di natura patrimoniale.

### Nel 1997
Il reato è stato nuovamente riformato dalla legge 16 luglio 1997, n. 234, che ha prodotto due effetti:
- in primo luogo, riducendo di un anno il limite massimo della pena originariamente previsto (portandolo da cinque a tre anni, quando il fatto è commesso per procurare a sé o ad altri un ingiusto vantaggio patrimoniale), ha escluso la possibilità per il pubblico ministero di chiedere, nel corso delle indagini, intercettazioni telefoniche (infatti, ai sensi dell'art. 266, comma 1, lett. b) c.p.p., tale mezzo di ricerca della prova è consentito nei procedimenti per delitti contro la pubblica amministrazione per i quali è prevista la pena della reclusione non inferiore nel massimo a cinque anni);
- in secondo luogo ha ridotto l'area del penalmente illecito: nella versione previgente, invero, era punito il pubblico ufficiale o l'incaricato di un pubblico servizio che avesse abusato del suo ufficio al fine di procurare a sé o ad altri un ingiusto vantaggio, patrimoniale o non patrimoniale, o per arrecare ad altri un danno ingiusto (l'evento, dunque, si sostanziava nell'esercizio di prerogative secondo modalità difformi dal paradigma normativo); nella nuova previsione, è punito il pubblico ufficiale o l'incaricato di pubblico servizio che intenzionalmente procura a sé o ad altri un ingiusto vantaggio patrimoniale o intenzionalmente arreca un danno ingiusto (l'evento è, quindi, il conseguimento di un vantaggio ingiusto o il prodursi di un danno ingiusto). L'elemento soggettivo richiesto è oggi il dolo intenzionale e non più il dolo specifico, quindi la fattispecie in questione non potrà essere realizzata con un dolo eventuale, così determinando difficoltà probatorie di non poco momento. Inoltre, è stato espunto il vantaggio non patrimoniale: ai fini dell'integrabilità del reato, il vantaggio deve essere "patrimoniale".

### Riforma del 2012
La legge 6 novembre 2012, n. 190, ha portato i termini edittali minimi da sei mesi a un anno e quelli massimi da tre a quattro anni.

### Riforma del 2020
L’articolo 23 del decreto-legge 16 luglio 2020, n. 76 ha modificato la disciplina del delitto di abuso di ufficio, con riferimento all’elemento oggettivo della fattispecie, ossia alla tipologia di violazioni - da parte del pubblico ufficiale o dell’incaricato di pubblico servizio nell’esercizio delle sue funzioni - che determina l’integrazione del delitto stesso.
«Con le modifiche apportate dal decreto legge, l’ambito oggettivo di applicazione della fattispecie è circoscritto in quanto: non sono più sanzionati sul piano penale comportamenti in trasgressione di misure regolamentari, ma solo di "specifiche regole di condotta" previste da norma di rango primario (legge o atto avente forza di legge); ulteriore condizione per la configurazione del delitto è che le regole di condotta violate non contemplino margini di discrezionalità in sede applicativa. Vincolando l’abuso penalmente rilevante alla violazione di specifiche ed espresse regole di condotta la riforma mira dunque a ridurre l’area applicativa dell’incriminazione, escludendo che la violazione di principi generali possa integrare il delitto. Inoltre non integrerà l’abuso d’ufficio penalmente rilevante la violazione di una specifica ed espressa regola di condotta, caratterizzata però da margini di discrezionalità».

### Abrogazione del 2024
Nella seduta del 15 giugno 2023, il Consiglio dei Ministri, su proposta del Ministro della giustizia Carlo Nordio, è intervenuto tramite un disegno di legge (c.d. “DdL Nordio”) tra le altre cose sul reato, prevedendone l'abrogazione della fattispecie.. 
In tal senso, dopo l’iniziale approvazione del Senato il 13 febbraio 2024, la Camera dei deputati lo ha infine approvato in via definitiva il 10 luglio successivo, inviandolo contestualmente alla presidenza della Repubblica per la promulgazione.
Tuttavia, poiché questo passaggio si è sin da subito rivelato particolarmente controverso per via degli effetti giuridici e politici della riforma, Sergio Mattarella, per via di alcuni dubbi legali e al fine di evitare il rinvio alle Camere del testo normativo, ha atteso, esercitando una sua facoltà costituzionale, il periodo di trenta giorni per poter meglio esaminare il testo promulgando.
Il Governo ha però, nel frattempo, fatto opportunamente approvare alcuni emendamenti, esaminati per un precedente disegno di legge  (c.d. “Ddl Carceri”), reintroducendo così alcune fattispecie di abuso d'ufficio più circoscritte sotto al nuovo reato, derubricato come "Indebita destinazione di denaro o cose mobili" (art. 314-bis c.p.) e permettendo così la promulgazione della legge Nordio, avvenuta ufficialmente il 9 agosto 2024.

## Esempi
Commetterebbe tale reato ad esempio il dirigente comunale degli "Affari generali e personale" che adotta un atto amministrativo diretto all'assunzione temporanea della figlia per chiamata diretta presso il Corpo di Polizia Locale, quindi non astenendosi in una situazione di conflitto di interessi e per di più favorendo la figlia a discapito di terzi che possedevano più requisiti per l'assunzione.